# Cromosoma 8
Con il nome di cromosoma 8 si indica, per convenzione, l'ottavo cromosoma autosomico umano in ordine di grandezza (calcolando anche il cromosoma X, risulta essere il nono). Gli individui presentano solitamente due copie del cromosoma 8, come di ogni autosoma. Il cromosoma 8 possiede oltre 146 milioni di nucleotidi. I due cromosomi 8 rappresentano tra 4,5 e il 5% del DNA totale nella cellula.
Il cromosoma 8 contiene di certo oltre 900 geni, ma si ritiene possa contenerne fino a 1100.
Il numero di polimorfismi a singolo nucleotide (SNP) individuati è di oltre 550.000.

## Geni
I seguenti geni sono alcuni di quelli localizzati sul cromosoma 8:
- FGFR1: recettore 1 per il fattore di crescita dei fibroblasti (tirosinchinasi fms-dipendente 2);
- GDAP1: proteina associata al differenziamento indotta dal ganglioside 1;
- LPL: lipoproteina lipasi;
- NDRG1: N-myc downstream regulated gene 1;
- NEFM: NEF3: neurofilamento 3 (150kDa medio);
- NEFL: neurofilamento, polipeptide leggero 68kDa;
- SNAI2: omologo snail 2 (Drosophila);
- TG: tireoglobulina;
- WRN: gene correlato alla sindrome di Werner.

## Malattie
Le seguenti malattie hanno una qualche correlazione con il cromosoma 8 o i suoi geni:
- malattia di Charcot-Marie-Tooth;
- ipotiroidismo congenito;
- deficienza familiare di lipoproteina lipasi;
- sindrome di Langer-Giedion;
- sindrome di Pfeiffer;
- sindrome di Waardenburg;
- sindrome di Warkany 2
- sindrome di Werner;
- esostosi multipla ereditaria.